# Lupionópolis
Lupionópolis is een gemeente in de Braziliaanse deelstaat Paraná. De gemeente telt 4.538 inwoners (schatting 2009).